# WeChat
WeChat (кит. 微信, пиньинь Wēixìn, дословно «микросообщение») — мобильная коммуникационная система для передачи текстовых и голосовых сообщений, разработана китайской компанией Tencent, первый релиз был выпущен в январе 2011 года.
Приложение доступно на телефонах под управлением Android, BlackBerry, Windows Phone, Symbian, поддержка которого прекращена, J2ME/S40, iOS. К тому же существует веб-интерфейс и клиент для PC (Windows и OS X, которые, однако, требуют установки на смартфоне для аутентификации, при этом такая возможность доступна лишь пользователям Android, iOS и Windows Phone. По состоянию на 2013 год в WeChat было зарегистрировано 300 миллионов пользователей; из них 70 миллионов за пределами Китая. К 2018 году количество активных пользователей «WeChat» превысило 1 миллиард, к 2019 году их насчитывалось уже 1,151 млрд.
WeChat поддерживает текстовые сообщения, передачу голосовых сообщений, рассылку сообщений множеству адресатов, возможность делиться фотографиями и видео. Есть возможность обмениваться контактами через Bluetooth и, при желании, имеются разнообразные способы установления контактов со случайными людьми. Сервис интегрирован с социальными сетями, такими, как Facebook и Tencent QQ. Есть возможность обрабатывать фотографии фильтрами и добавлять к ним надписи, также в WeChat доступен сервис машинного перевода.
WeChat продвигается в Индию через игровой сайт Ibibo, чьей долей владеет компания Tencent.
Внутри WeChat возможно проведение денежных транзакций, внутренняя платежная система называется WeChat Pay. Интересно, что в Китайский Новый год 2016 было проведено больше транзакций, чем у платёжной системы PayPal за весь прошедший 2015 год. С середины 2010-х WeChat все более активно используется для расчётов и покупок в Китае. Существует два способа оплаты: через кошелёк WeChat и через банковскую карту, привязанную к WeChat. Для этих операций используется уникальный QR-код, который присваивается каждому пользователю, зарегистрированному в WeChat. Оплата происходит посредством сканирования QR-кода продавца или покупателя, после чего вводится пароль и происходит перевод денег.
Китайская многофункциональная платформа WeChat обеспечивает возможность оплаты и является заменой для мобильных устройств оптимизированных сайтов и сервисов в интернете. Мелкий и средний бизнес часто использует его вместо сайта в интернете. WeChat стал платформой электронной коммерции, интегрированной с платежным сервисом и социальной сетью.
На территории России крупнейшим оператором WeChat Pay является национально значимая платежная система Sendy. К WeChat Pay на территории РФ подключены РЖД, Рив Гош, Иль Дэ Ботэ, Уральские авиалинии, Спортмастер, Бургер Кинг и другие торговые сети и предприятия.

## История

Логотипы Alipay и WeChat на кассе «Burger King» в Пекине. 2017 год.

WeChat начинался как проект в центре исследований и проектов Tencent в Гуанчжоу в октябре 2010 года. Первоначальная версия приложения была создана Алленом Чжаном и названа Weixin (微信) Ма Хуатэном, генеральным директором Tencent, и запущена в 2011 году. Правительство КНР начало активно поддерживать развитие рынка электронной коммерции в Китае в 12-м пятилетнем плане (2011—2015 гг.).
К 2012 году, когда количество пользователей достигло 100 миллионов, Weixin был переименован в WeChat для международного рынка.
В 2016 году у WeChat было более 889 миллионов активных пользователей в месяц. По состоянию на 2019 год ежемесячное количество активных пользователей WeChat увеличилось до 1 млрд. Через год после запуска платежной системы WeChat Pay в 2013 году ежемесячное количество активных пользователей достигло 400 миллионов. 90 % которых находятся в Китае. Для сравнения, в 2016 году у Facebook Messenger и WhatsApp было около миллиарда активных пользователей в месяц, но они не предлагали большинство других услуг, доступных в WeChat. Во втором квартале 2017 года доходы WeChat от рекламы в социальных сетях составили около 0,9 миллиарда долларов США (6 миллиардов юаней) по сравнению с общей выручкой Facebook в размере 9,3 миллиарда долларов США, 98 % из которых приходятся на рекламу в социальных сетях. Доходы WeChat от дополнительных услуг составили 5,5 млрд долларов США.
По данным SimilarWeb, WeChat являлся самым популярным приложением для обмена сообщениями в Китае и Бутане в 2016 году.
17 февраля 2025 года в мессенджер была интегрирована модель ИИ DeepSeek.

## Критика

### Государственное наблюдение и сбор разведданных
WeChat работает из Китая в соответствии с китайским законодательством, которое включает строгие положения о цензуре и протоколы перехвата. Его материнская компания обязана делиться данными с правительством Китая в соответствии с Законом Китая о безопасности в Интернете и Законом о национальной разведке. WeChat может получать доступ к текстовым сообщениям и предоставлять логи и истории местоположений своих пользователей. Ввиду популярности WeChat китайское правительство использует мессенджер в качестве источника данных для массового наблюдения в Китае.
Такие регионы, как Индия, Австралия, США и Тайвань опасаются, что приложение по разным причинам может представлять угрозу для национальной или региональной безопасности. В июне 2013 года Индийское разведывательное управление выразило опасения по поводу безопасности использования WeChat. В Индии обсуждался вопрос о том, следует ли запретить WeChat за его возможность собирать слишком много личной информации и данных от своих пользователей. На Тайване законодатели были обеспокоены тем, что потенциальное раскрытие частных сообщений представляет собой угрозу региональной безопасности.

### Ограничения доступа в России
4 мая 2017 года web-сайт мессенджера был внесён в реестр запрещённой информации Роскомнадзора.
11 мая 2017 года доступ к WeChat в России был восстановлен. По сообщениям СМИ, мессенджер начал сотрудничество с российскими властями, предоставив, по крайней мере, данные для включения в Реестр ОРИ.
В марте 2023 года Россия запретила государственным служащим пользоваться приложениями для обмена сообщениями, управляемыми иностранными компаниями, включая WeChat.

## Платформы
В настоящее время WeChat доступен только для мобильных устройств с операционными системами Android и iOS. До 2017 года приложение было совместимо с платформами Blackberry, Windows и Symbian, но с 2017 года из-за низкой производительности WeChat прекратил разработку приложения для этих операционных систем.
Приложение имеет десктоп-версию под управлением MacOS и Windows. Но для того, чтобы войти в учетную запись, требуется подтверждение с мобильного устройства.